# Dictionnaire général et grammatical des dictionnaires français (Landais)

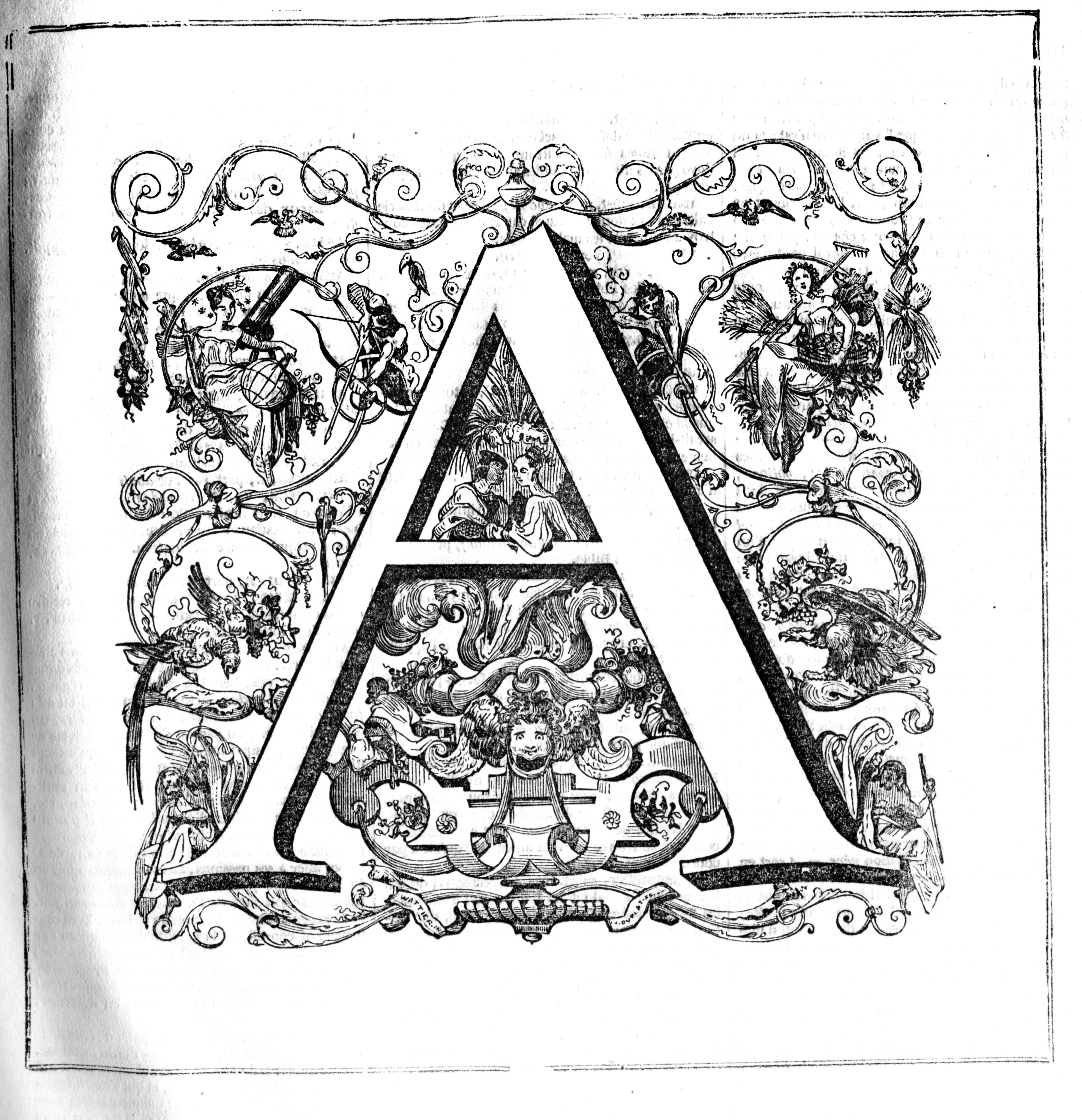
Dictionnaire général et grammatical des dictionnaires français, 1834 (Ausschnitt)

Der  Dictionnaire général et grammatical des dictionnaires français (Kurzname: Landais) war ein Wörterbuch der französischen Sprache in 2 Bänden von 1834. Ab der 12. Auflage von 1853 lautete der Titel: Grand dictionnaire général et grammatical des dictionnaires français (Didier, Paris). Der Verfasser war Napoléon Landais.

## Geschichte
Der 1834 erschienene Dictionnaire général von N. Landais sah sich als Konkurrent zum Dictionnaire universel von Pierre-Claude Boiste (7. Auflage 1828) und zum Dictionnaire général von François Raymond (1832). Er war so erfolgreich, dass er vom Verlag Didier übernommen und 1853 ab der 12. Auflage von einer Gelehrtengesellschaft unter Führung von Louis Barré und Désiré Chésurolles um eine Erweiterung (Complément du grand dictionnaire des dictionnaires français de Napoléon Landais) bereichert wurde.

## Inhalt und Auflagen
Dem zweispaltig gedruckten Wörterbuch von 1834 (966 + 1007 Seiten; A–E, F–Z) ging ein grammatischer Vorspann voraus (11–28). Die 12. Auflage von 1853 hatte 1227 + 1398 Seiten (A–G, H–Z). Der Complément füllte in Bd. 1 die Seiten 849–1227 und in Bd. 2 die Seiten 817–1398. Der Vorspann in Bd. 1 enthielt ein biographisches Lexikon (1–96), ferner Wörterbücher der Reime (97–147), der Homonyme (152–154), der Paronyme (155–158) sowie der Antonyme (159–166).